# 한일가왕전
《한일가왕전》은 MBN에서 2024년 4월 2일 부터 2024년 5월 7일 까지 방영된 예능 프로그램이다.

## 기획 의도
'현역가왕' Top7과 'TROT GIRLS JAPAN' Top7이 맞붙어 트로트로 맞장 승부를 벌이는 한일 트로트 서바이벌

## 방송 시간
| 방송국 | 방송 요일 | 방송 시간   | 방송 기간                       | 비고  |
| ------ | --------- | ----------- | ------------------------------- | ----- |
| MBN    | 화요일    | 밤 9시 10분 | 2024년 4월 2일 ~ 2024년 5월 7일 | 6부작 |

## 진행자

### MC
| 역대 | 출연진 | 방송 기간                       | 방송 회차 | 비고 |
| ---- | ------ | ------------------------------- | --------- | ---- |
| 1대  | 신동엽 | 2024년 4월 2일 ~ 2024년 5월 7일 | 1~6화     |      |

## 심사위원
- 조항조
- 설운도
- 신봉선
- 윤명선
- 대성 (빅뱅)
- 마츠자키 시게루
- 미나미노 요코
- 츠츠미 코이치 (堤光一)
- 료가 하루히 (遼河はるひ)
- 나이트 템포 (Night Tempo)
- 강남 (M.I.B)

## 참가자

### 현역가왕 Top7
- 전유진
- 마이진
- 별사랑
- 박혜신
- 린
- 마리아 리스
- 김다현

### TROT GIRLS JAPAN Top7
- 후쿠다 미라이 (福田未来)
- 우타고코로 리에 (歌心りえ)
- 아즈마 아키(東亜樹)
- 마코토 (Makoto)
- 스미다 아이코 (住田愛子)
- 카노 미유(かのうみゆ)
- 나츠코 (Natsuco)